# Fuchssteinrücken
Fuchssteinrücken (česky doslovně Hřbet liščího kamene) je vrch o nadmořské výšce 395 m na území hornolužické obce Neukirch/Lausitz v zemském okrese Budyšín v Sasku.

## Charakteristika
Vrch leží v německé části Šluknovské pahorkatiny (Lausitzer Bergland) a její mesogeochoře Severní hornolužická vrchovina (Nördliches Oberlausitzer Bergland). Na severu sousedí Fuchssteinrücken s Hoher Hahnem (445 m) a na severovýchodě s Neukircher Bergem (404 m). Geologické podloží tvoří hybridní dvojslídý granodiorit, který protíná žíla doleritu. Převažujícími půdními typy js podzolová kambizem a kambizem až parakambizem, méně je zastoupen glej až koluvizem. Celý vrch náleží k povodí Wesenitz a Labe a k úmoří Severního moře. Většina vrchu má zemědělské využití, na jižní úpatí zasahuje zástavba Neukirchu. Vrch leží v chráněné krajinné oblasti Oberlausitzer Bergland.